# Селихово (Московская область)
Селихово — деревня в Сергиево-Посадском районе Московской области, в составе муниципального образования Сельское поселение Шеметовское (до 29 ноября 2006 года входила в состав Ченцовского сельского округа).

## Население
| 2002 | 2006 | 2010 |
| ---- | ---- | ---- |
| 5    | →5   | ↘0   |

## География
Селихово расположено примерно в 26 км (по шоссе) на север от Сергиева Посада, на безымянном ручье бассейна реки Дубны, высота центра деревни над уровнем моря — 186 м. На 2016 год в деревне зарегистрировано 1 садовое товарищество. Деревня связана автобусным сообщением с райцентром и соседними населёнными пунктами (остановка в прилегающей с юго-востока.